# In course of time
In course of time is het derde studioalbum van Pierre Salkazanov onder zijn artiestennaam Zanov. Het volgde vijf jaar na zijn album Moebius 256 301, dat onder commerciële druk elektronische muziek in de richting van Jean Michel Jarre bevatte. Echt succes bracht het niet. Het in 1982 op de platenlabels Ondes (Frankrijk) en Les Disques Solaris (Canada) uitgebrachte album bevat elektronische muziek uit de Berlijnse School. Zanov nam het op in zijn thuisstudio. Gebrek aan succes noopte hem een loopbaan als uitvoerend muzikant te staken, pas in 2014 verscheen er nieuw werk van hem. In 2015 bracht Groove Unlimited een cd-versie uit.

## Muziek
| Nr. | Titel             | Duur  |
| --- | ----------------- | ----- |
| 1.  | Phantasm          | 10:58 |
| 2.  | Lost message      | 6:07  |
| 3.  | Infinitude        | 2:24  |
| 4.  | In course of time | 5:54  |
| 5.  | Sky energy        | 11:43 |